# Погонный проезд
Пого́нный прое́зд (до 7 июня 1922 года — Лесно́й прое́зд) — проезд, расположенный в Восточном административном округе города Москвы на территории района Богородское.

## История
Проезд получил современное название по лесному массиву Лосиного погонного острова, к которому примыкает в районе бывшего посёлка имени Подбельского; название леса связано с гоньбой лосей во время царских охот XVII века. До 7 июня 1922 года назывался Лесно́й прое́зд. В ноябре 2020 года улица была продлена за счёт Проектируемого проезда № 6328 до улицы Богатырский Мост.

## Расположение
Погонный проезд начинается от улицы Богатырский Мост, проходит на юго-восток до Миллионной улицы, поворачивает на северо-восток, пересекает Ланинский переулок, затем вновь поворачивает на юго-восток, пересекает 1-й проезд Подбельского и проходит до 3-го проезда Подбельского. Нумерация домов начинается от Кузнецовской улицы.

## Транспорт

### Трамвай
По проезду проходят трамвайные маршруты:
- 4: от 3-го проезда Подбельского до Миллионной улицы и обратно
- 7: от Миллионной улицы до 3-го проезда Подбельского и обратно
- 46: от Миллионной улицы до 3-го проезда Подбельского и обратно
- разворотное трамвайное кольцо «Богородское»: у западного конца проезда, на персечении с Миллионной, Кузнецовской и 1-й Мясниковской улицами

### Метро
- Станция метро  Бульвар Рокоссовского Сокольнической линии — юго-восточнее проезда, на Ивантеевской улице.
- Станция метро  Преображенская площадь Сокольнической линии — южнее проезда на Краснобогатырской улице.

### Железнодорожный транспорт
- Станция МЦК  Бульвар Рокоссовского — юго-восточнее проезда, на 6-м проезде Подбельского.
- Станция МЦК  Белокаменная — юго-восточнее проезда, на Яузской аллее.